# Le Surbook
 (janvier 2020).
Si vous disposez d'ouvrages ou d'articles de référence ou si vous connaissez des sites web de qualité traitant du thème abordé ici, merci de compléter l'article en donnant les références utiles à sa vérifiabilité et en les liant à la section « Notes et références ».
Le Surbook est une pièce de théâtre de Danielle Ryan et Jean-François Champion, jouée en 1995 au Théâtre de la Michodière. Vincent Lagaf' y tient le rôle principal.

## Argument
Simon Scipion est un comptable mal à l'aise dans la maison de disques où il travaille. Pour l'heure, il vient de s'offrir une semaine de vacances dans un Club Med en Afrique. Le problème, c'est qu'à cause du surbooking, il se retrouve obligé de partager sa chambre avec son patron, Francky Parrachou qui a la fâcheuse manie de lui tirer l'oreille et qui est venu ici parce qu'il aime sa maîtresse Valérie et pour échapper à sa femme Marie-Simone, très jalouse.
À cela s'ajoute Bart, un bandit, qui prend Scipion et Francky pour son contact dans le club, et tente par tous les moyens de le faire parler. Il remet à Scipion une précieuse somme d'argent car celui-ci lui a involontairement donné un mot de passe (« Un Petit Chez Soi vaut Mieux qu'un grand chez les autres ».) Bart doit lui aussi loger dans le même single que Scipion et Francky. Un peu plus tard, arrive Thierry, un médecin itinérant qui tente d'enlever Scipion parce qu'il le prend pour Bart. Thierry explique que l'argent devrait lui revenir parce qu'il n'y a plus de médicaments et d'eau potable dans le village de rescapés de la guerre où il exerce sa profession. Marie-Simone, qui arrive elle aussi, voit son mari et ne comprend pas ce qu'il fait ici. Avec l'aide de Scipion, Francky lui fait croire qu'il a un contrat avec des rappeurs africains. Finalement, Scipion, excédé, craque en avouant  aux autres tout le mal qu'il pense d'eux. Il conclura en disant à Valérie : « On n'est pas au cinéma, mais on est quand même au théâtre ».

## Distribution
- Vincent Lagaf' : Simon Scipion
- Margot Marguerite : Bart (diminutif de Barthélémy)
- Juliette Degenne : Valérie
- Serge Boccara : Francky Parrachou
- Annie Jouzier : Marie-Simone Parrachou
- Pierre-Marie Carlier : Thierry

## Autour de la pièce
- Gérard Vivès devait à l'origine incarner le rôle de Bart, mais il fut blessé durant un accident de tournage et remplacé par Margot Marguerite.
- Les chansons que Simon chante sont : Fruit de la passion et Sambalé[précision nécessaire], futur générique de l'émission Drôle de jeu.
- Pierre-Marie Carlier, qui joue le rôle d'un médecin, est un ancien interne des hôpitaux de Paris[1].
- Le Surbook a été commercialisé en 2002 en VHS et DVD.

## Publication
- 2002 : Le Surbook, avec Danielle Ryan. Éditions Art et comédie (Côté scène), 91 p.  (ISBN 2-84422-287-0)